# Sandro Botticelli

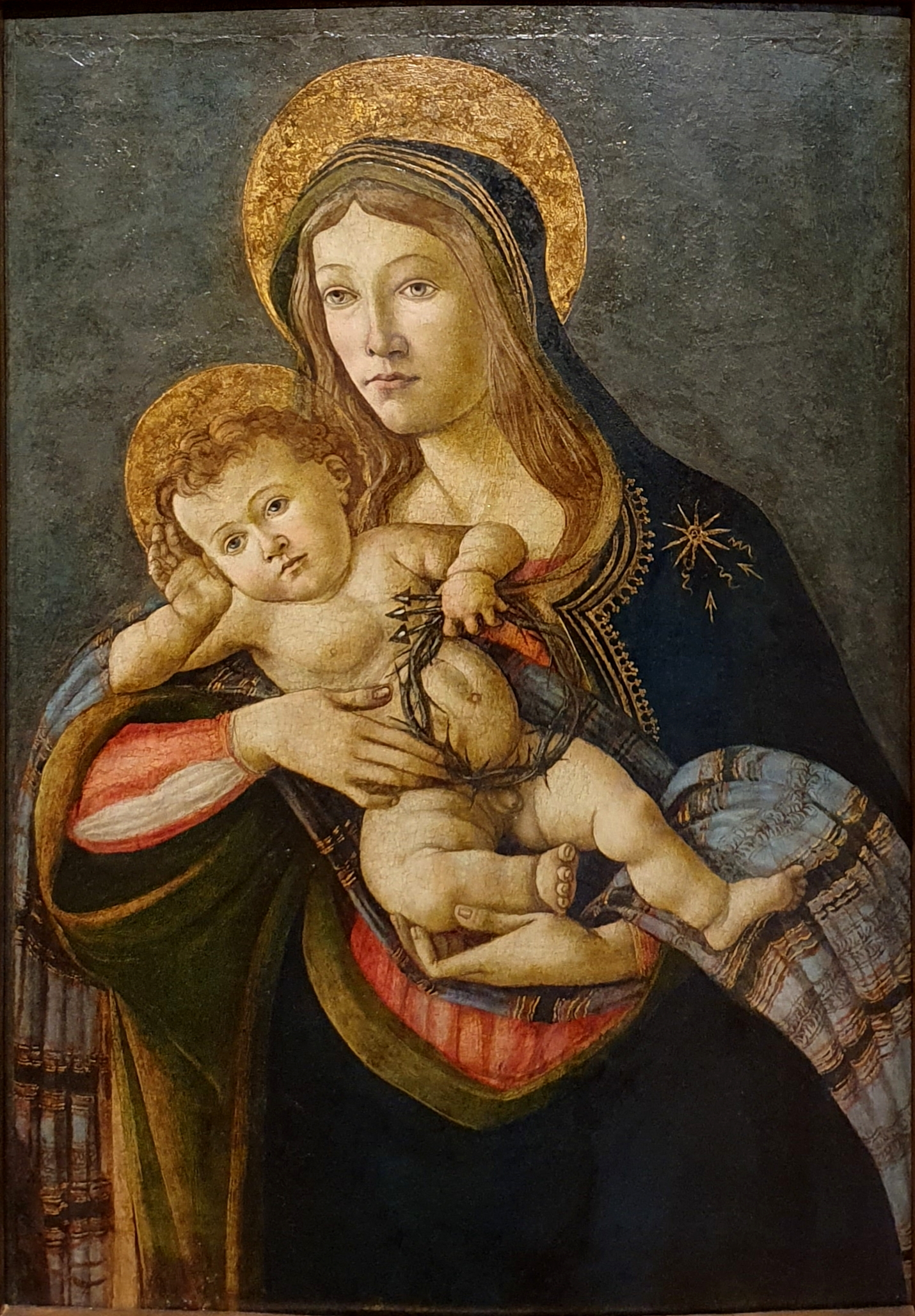
La Virgen y el Niño con la corona de espinas y tres clavos. 1477. Temple y óleo sobre tabla. Retablo de madera tallada y punzonada con aplicación de hoja de oro. Museo Soumaya, México

Alessandro di Mariano di Vanni Filipepi, apodado Sandro Botticelli (Florencia, 1 de marzo de 1445-Florencia, 17 de mayo de 1510), fue un pintor de la primera fase del Renacimiento: el Quattrocento italiano. Pertenece, a su vez, a la tercera generación cuatrocentista, encabezada por el gobernante Lorenzo de Médici el Magnífico y el escritor Angelo Poliziano en la Florencia de fines del siglo XV. Los miembros de esta generación procuraron la libertad de conducirse humanamente, recogida de la antigüedad clásica. Menos de cien años después, esta etapa de esplendor artístico alcanzado bajo el mecenazgo de Lorenzo de Médici fue considerada una «edad de oro» por Giorgio Vasari, quien narra la vida de Botticelli, desde su infancia hasta su muerte, en la obra Las vidas de los más excelentes arquitectos, pintores y escultores italianos. 
En vida, el éxito de Botticelli estuvo basado principalmente en la producción de madonnas, imágenes de la Virgen María. La mayor parte de su obra fue, de hecho, pintura religiosa. La reputación póstuma de Botticelli disminuyó notablemente en los siglos siguientes, pero fue recuperada a finales del siglo XIX; desde entonces, su obra se ha considerado exponente máximo de la gracia lineal de la pintura del primer Renacimiento. Hoy es más recordado por sus obras de tema mitológico, como El nacimiento de Venus y La primavera, dos de las obras maestras florentinas más conocidas en la actualidad. Se expusieron por primera vez en la Galería Uffizi, Florencia, en 1815. Botticelli es considerado uno de los pintores más representativos del gusto renacentista por la Antigüedad y por la mitología.
Estilísticamente, algunas de las peculiaridades que distinguen la pintura de Botticelli es el fino dibujo de las figuras, generalmente alargadas, y el movimiento que les imprime, reforzado por los mantos y velos ondulantes que parecen movidos por el viento.

## Biografía y obra

### Juventud
Nació en Florencia, en un barrio de trabajadores en el arrabal de Solferino. A esta misma parroquia de Solferino o Todos los Santos pertenecieron los Vespucci, aliados de los Médici, y de quienes recibiría encargos.
Fue el menor de los cuatro hijos del matrimonio formado por Mariano di Vanni di Amedeo Filipepi, de oficio curtidor, y su esposa Smeralda. Cuando nació, su hermano mayor Giovanni tenía 25 años, y se cree que lo adoptó y lo educó. Giovanni tenía el apodo de Botticello, sin que se sepa si recibió el apodo por su gordura o por gran bebedor; otras fuentes indican que era su hermano Antonio el que tenía este mote. De él deriva el apodo de Botticelli. En 1458, adquirieron una villa de campo en Careggi, puesto que el negocio de su padre prosperaba. Allí precisamente se instauró la Academia Platónica Florentina. Botticelli recibiría de esta posteriores influencias.
La familia entró en contacto con el pintor Giovanni di Paolo, para quien Leon Battista Alberti diseñó el palacio Rucellai, el Santo Sepulcro en la capilla Rucellai y la fachada de la iglesia de Santa María Novella. Debido a la importancia de Alberti, Sandro leyó su tratado De Pictura (1436) detalladamente. En muchos casos, siguió sus recomendaciones. No se convirtió en aprendiz hasta alcanzar los catorce años de edad, lo que indicaría que recibió una educación más completa que otros artistas del Renacimiento. Según Vasari, fue primero aprendiz de orfebre con su hermano Antonio en 1458. Accediendo a los deseos del niño, el padre lo mandó al taller de Fray Filippo Lippi, en Prato (de 1464 a 1467). De este pintor recibió Botticelli sus mayores influencias: la síntesis entre el nuevo control de formas tridimensionales, la delicadeza expresiva en los rostros y los gestos, los detalles decorativos (herencia del estilo del gótico tardío) y un estilo íntimo. Muchas de las primeras obras de Botticelli se han atribuido a su maestro, y aún hoy la autoría sigue siendo incierta. Curiosamente, años después, Botticelli acabó siendo maestro, y teniendo en su taller al hijo de Filippo, Filippino Lippi.
En menor medida, resultó influido por la monumentalidad de Masaccio. En 1467 Sandro volvió a Florencia, frecuentando el taller de Andrea del Verrocchio, donde trabajó al lado de Leonardo da Vinci. De esta época data toda una serie de Madonnas influidas por Lippi.

### Primeras obras

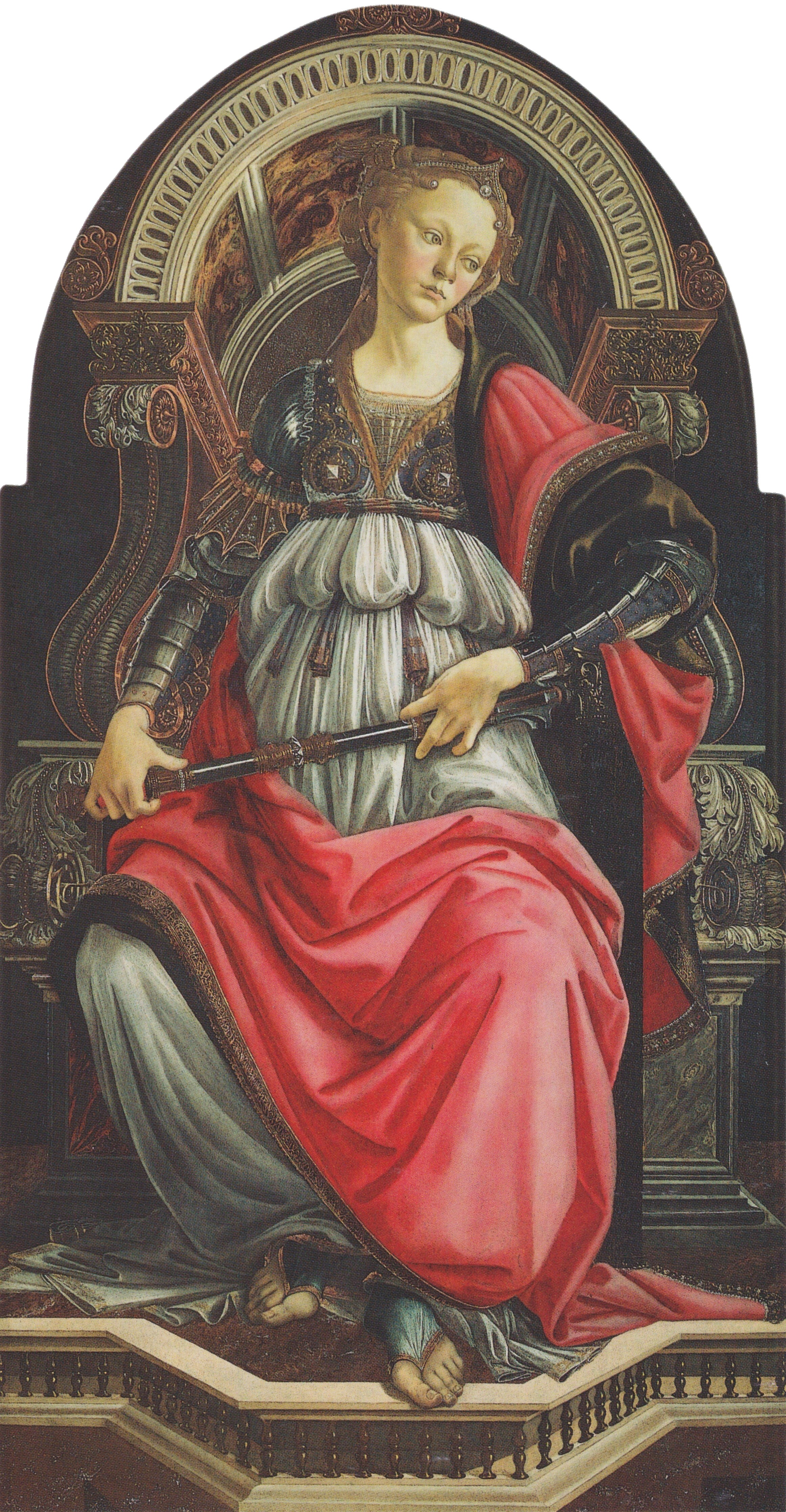
La fortaleza (1470). Temple sobre tabla, 167 x 87 cm, Galería Uffizi, Florencia.

Para 1470 Botticelli tendría taller propio. Ya entonces su obra se caracteriza por una concepción de la figura como vista en bajorrelieve, pintada con contornos claros, y minimizando los fuertes contrastes de luz y sombra que indicarían formas plenamente modeladas. Para ese mismo año realizó La Virgen con el Niño y dos ángeles. Es la primera obra de altar que realizó que se conserva. Con esta obra crea una especie de escenario-teatro que muestra el contexto histórico del Renacimiento.
Los Médici pronto se dieron cuenta de su talento, y de ellos, recibió numerosos encargos. Pero su cercanía con la familia es anterior. Fue recomendado a Pedro de Cosme de Médici, padre de Lorenzo, por Filippo Lippi.De esta época data el Retrato de hombre con la medalla de Cosme el Viejo (1474). Realizó en la casa de los Médici muchas obras para Lorenzo de Médici, señor de Florencia entre 1469 y 1492. Según Vasari en su Vita de Botticelli, en los personajes de la Adoración de los Magos (1475), «están retratados Cosme el Viejo, arrodillado ante el Niño, su hijo Pedro de Cosme de Médici abajo en el centro, Juliano de Médici y Lorenzo de Médici en el grupo de la izquierda, a su lado los humanistas Poliziano y Pico della Mirandola y, en el extremo derecho, mirando al espectador, lo que se considera un autorretrato de Botticelli». Esta obra, que pintó para la iglesia de Santa María Novella, llamó la atención de los Médici. Comenzó a trabajar para ellos pintando un estandarte para el torneo de Juliano de Médici (1475), ensalzado por Poliziano en sus Stanze. Sus contactos repetidos con esta familia fueron útiles para garantizarle protección política y crear las condiciones ideales para la producción de sus numerosas obras maestras. 
Recibió en 1470 un importante encargo, La fortaleza, una de las pinturas alegóricas sobre virtudes teologales y cardinales para la Sala del Tribunal de los Mercaderes. Esto indica que para entonces, con unos 30 años de edad, ya debía haber ejecutado obras destacadas. Ese mismo año recibió el encargo de pintar dos pequeñas obras, Historias de Judit. Esta historia fue una de las más empleadas durante el Quattrocento. Giovanni Boccaccio la incluye en su Historia de las mujeres famosas.
En 1472 entró a formar parte de la Compañía de San Lucas, gremio de pintores. En los años siguientes Botticelli se hizo muy famoso, hasta el punto de ser llamado para pintar un fresco en la catedral de Pisa, hoy perdido.
Hacia 1474 realizó el San Sebastián, para decorar una columna de la iglesia florentina de Santa María la Mayor.

### Obras de madurez
En 1478 tuvo lugar la conspiración de los Pazzi, en la que murió asesinado el hermano de Lorenzo el Magnífico, Juliano de Médici. Sandro pintó al fresco sobre la Puerta de la Aduana los retratos de los conjurados Jacopo, Francesco y Renato de Pazzi y del arzobispo Salviati, ahorcados, fueron borrados en 1494. De esta época datan varios retratos conmemorativos del fallecido Juliano de Médici. Debido a la cercana relación de Lorenzo y Botticelli, este le encargó dos obras de tipo político. Realizó Palas y el Centauro (1482-83) para conmemorar el triunfo de la facción Médici sobre la facción Pazzi. Esta pintura es mencionada por Vasari en su vida de Botticelli. Después de estas pinturas políticas Botticelli pasó a Roma para decorar la capilla Sixtina, entonces recién construida. En 1481, el papa Sixto IV llamó a toda una serie de artistas prominentes de Florencia y de Umbría, entre ellos a Botticelli, para que pintasen frescos en las paredes de la capilla Sixtina. 

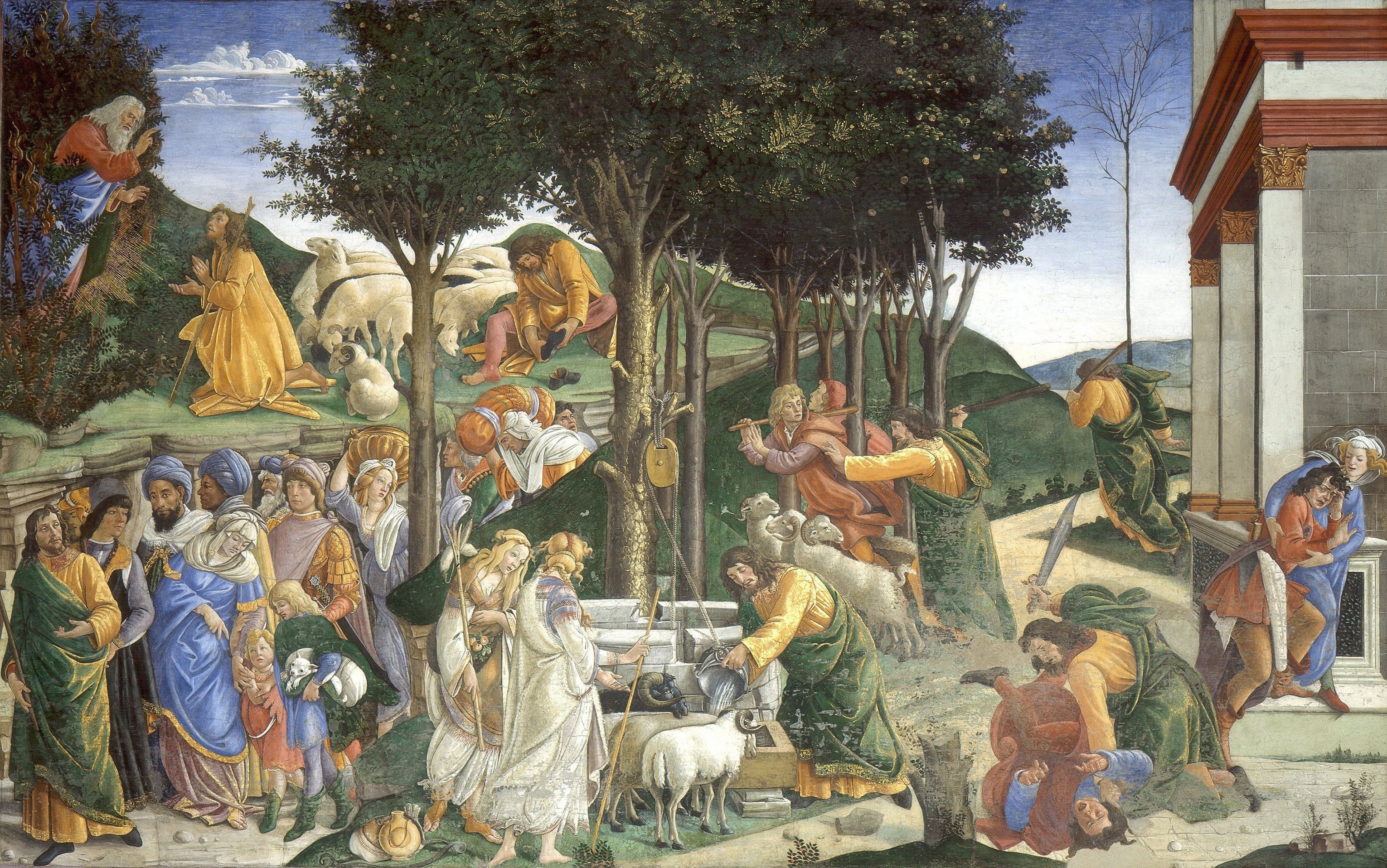
Las pruebas de Moisés (1481-1482). Pintura mural, 348,5 x 558 cm. Capilla Sixtina, Ciudad del Vaticano.

Según Vasari, Botticelli se encargó de dirigir y coordinar el conjunto de pinturas al fresco de la capilla Sixtina. El programa iconológico era la supremacía del papado. Para realizar la obra, los pintores tuvieron que aceptar unas convenciones representativas comunes a todos, de manera que la obra final resultara homogénea: usaban la misma escala de dimensiones, la misma estructura rítmica y representación paisajística, una sola gama cromática con adornos de oro que hiciera resplandecer las pinturas con la iluminación de las antorchas y las velas. En esta obra común la contribución de Sandro fue moderadamente exitosa, realizando tres recuadros: el Castigo de los rebeldes, las Pruebas de Moisés y La tentación de Cristo (1481-1482). Pertenecen a su taller la mayoría de las figuras de pontífices situadas en los nichos. Aunque solo son suyas tres de las historias. Después de su estancia en Roma (1481-1482), Botticelli volvió a Florencia, y continuó con su carrera de pintor cortesano.

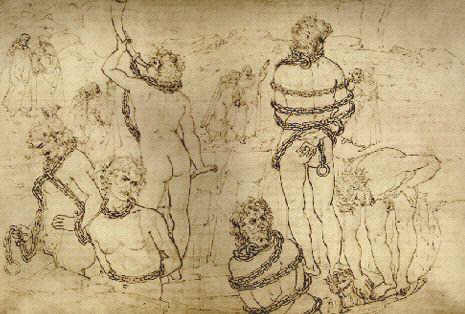
Dibujo de Sandro Botticelli: Los seis gigantes desnudos en torno al pozo, Divina Comedia, Infierno, Canto XXXI, Gabinete de dibujos, Berlín.

Tomó afición a la lectura de Dante. «Siendo de mente sofisticada, allí escribió un comentario sobre un pasaje de Dante e ilustró el Infierno que él mismo imprimió, dedicándole mucho tiempo, y esta abstención al trabajo condujo a serios desórdenes en su vida». Así hablaba Vasari del primer Dante impreso (1481) con las decoraciones de Botticelli, no imaginándose que el nuevo arte de la impresión pudiera interesarle a un artista. Botticelli como dibujante ofrece una interpretación personal, que transciende al humanismo. 
Los cuatro paneles de La historia de Nastagio degli Onesti (1483) fueron un encargo de Lorenzo el Magnífico. Estos eran un regalo de boda de Lorenzo para Giannozzo Pucci, con ocasión de su matrimonio con Lucrezia Bini. Narraban la leyenda extraída del Decamerón de Giovanni Boccaccio.
Entre 1478 y 1486, realiza Los frescos de la Villa Lemmi. Fueron descubiertos en 1873. Recoge ideas neoplatónicas de Ficino sobre el amor. A mediados de los años 1480, Botticelli trabajó en un gran ciclo de frescos con Perugino, Ghirlandaio y Filippino Lippi para la villa de Lorenzo el Magnífico cerca de Volterra; además, pintó muchos frescos en iglesias florentinas.
En 1491 Botticelli formó parte de un comité para decidir la fachada de la catedral de Florencia.
Las últimas obras que hasta ahora se conocen de Botticelli son Historias de Lucrecia, Historias de Virginia y Vida de San Cenobio (1500-1504). Las dos primeras estaban, según Giorgio Vasari, destinadas al palacio de Giovanni Vespucci.

### Últimos años

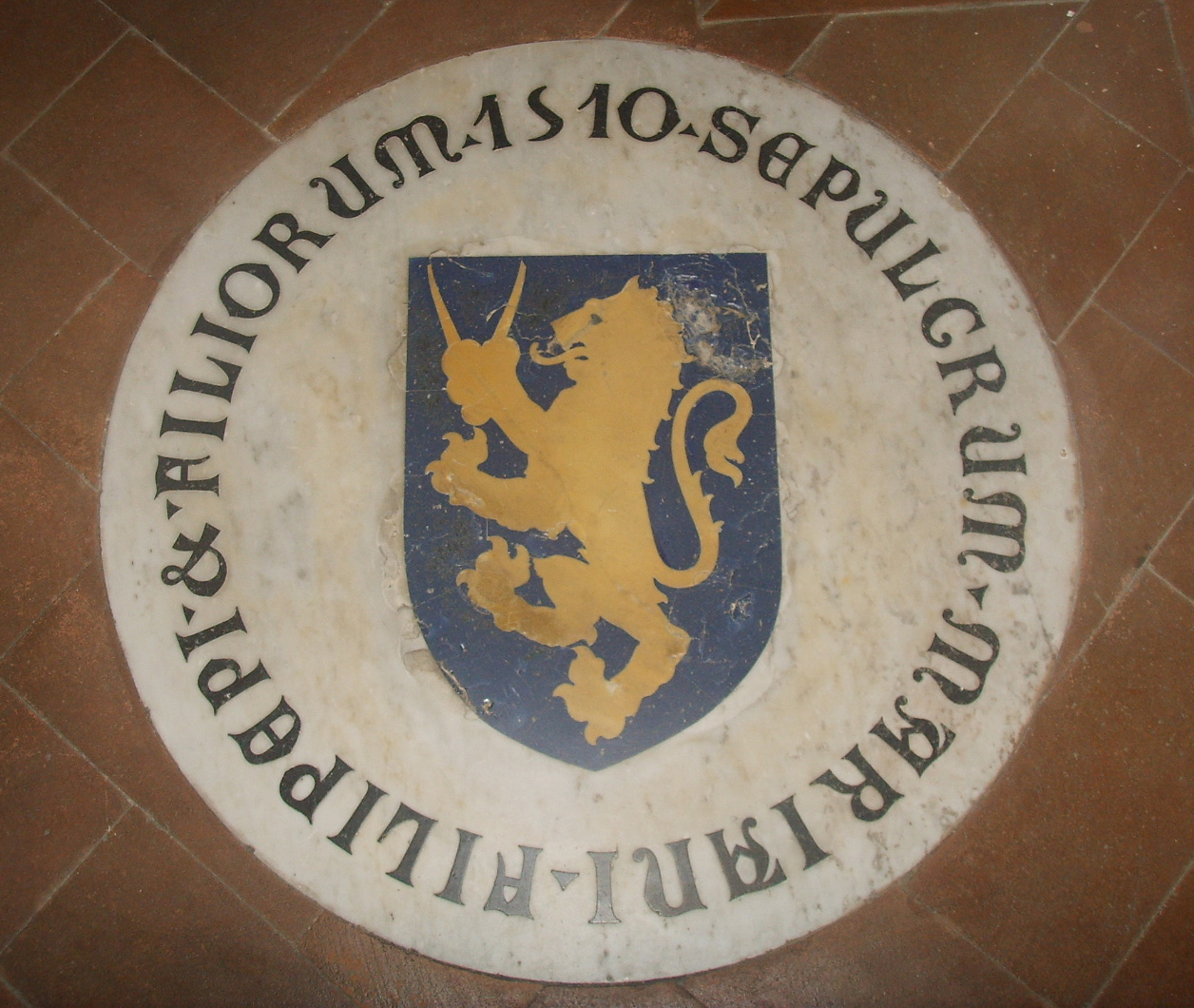
La lápida en la iglesia de Ognissanti, donde figura con su verdadero apellido: Filipepi.

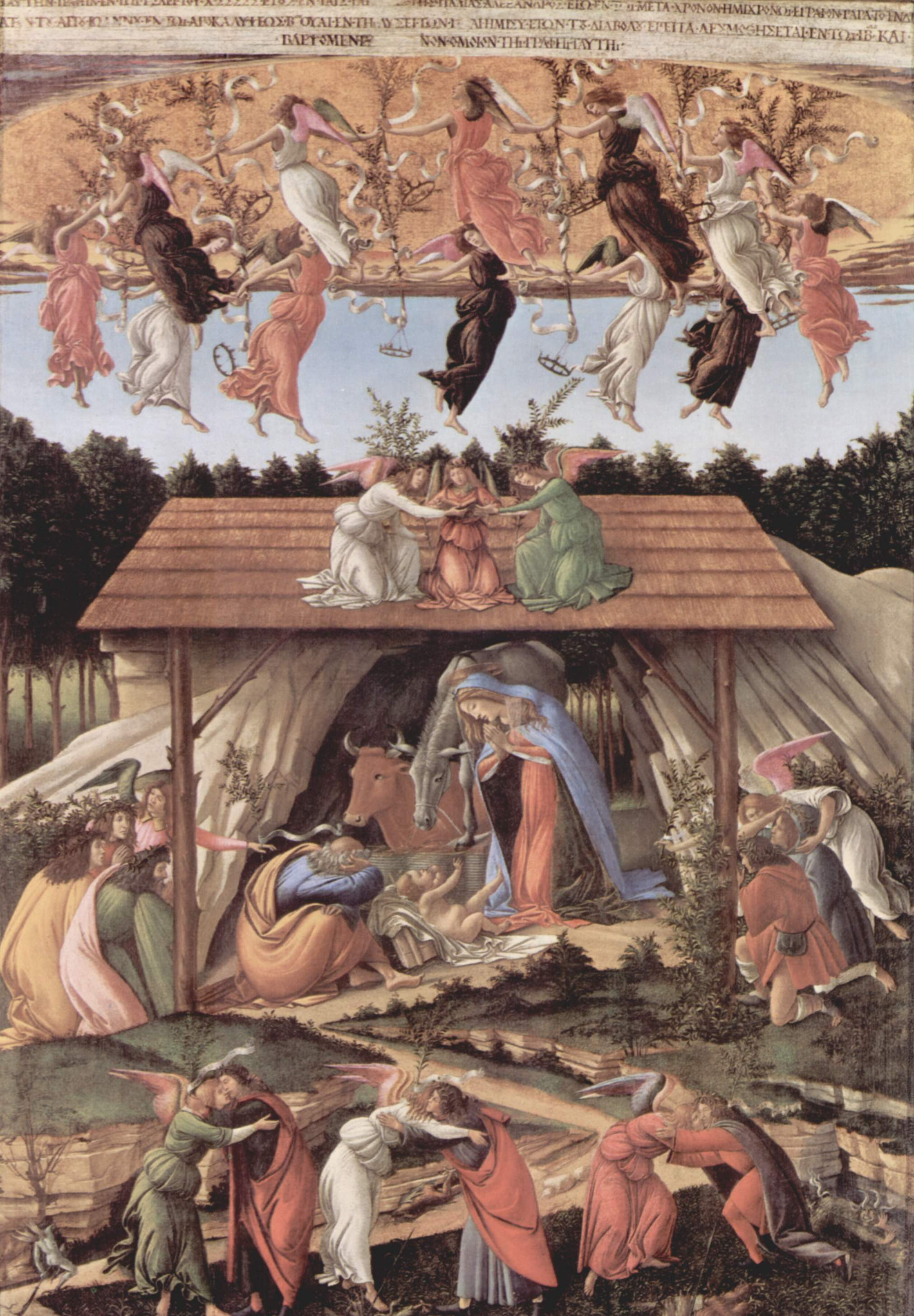
Natividad mística (1501).

Se dice que cayó en la pobreza, y que habría muerto de hambre si no hubiera sido por la diligente ayuda de sus antiguos patrones. Lo cierto es que seguía produciendo obras, si bien en un tono más dramático y con una consciente regresión estilística hacia modelos antiguos, como puede verse en la serie sobre la Vida de san Cenobio y la Natividad mística (1501), consideradas sus últimas obras. 
Botticelli creó el tipo florentino de mujer. Pero no se conoce amor concreto de Botticelli, ni alusión a excesos sentimentales; tenía «horror al matrimonio». No se casó nunca. Sí parece haber tenido una estrecha relación con Simonetta Vespucci, quien aparece retratada en varias de sus obras y parece que sirvió de inspiración para muchas de las figuras femeninas de los cuadros del artista.
Vasari dice que fue un activo piagnone (‘llorón’; así eran llamados aquellos que se habían entregado en cuerpo y alma al movimiento purificador de Girolamo Savonarola); sin embargo, pese a lo que dice Vasari, pudo permanecer en Florencia y no le fue confiscado ninguno de sus bienes tras la caída del líder religioso.
En 1502 fue anónimamente denunciado de sodomía con uno de sus ayudantes, pero los cargos fueron más tarde desestimados. En 1502-1505 apareció como miembro del comité que iba a decidir la ubicación del David de Miguel Ángel.
De 1502 es su famoso escrito relativo a la realización de una especie de periódico conocido como beceri, de carácter satírico, destinado en su mayor parte a alegrar la lectura de los nobles de la sociedad renacentista. Tal proyecto, sin embargo, quedó en eso, no siendo nunca llevado a término.
Murió el 17 de mayo de 1510 y fue sepultado en su parroquia, la iglesia de Todos los Santos (Ognissanti), en Florencia, para la que había realizado en 1480 una de sus grandes obras, el fresco de San Agustín. A su muerte, el único heredero verdadero de su arte fue Filippino Lippi, que había trabajado en su taller y comparte con él la inquietud presente en sus últimas obras.

### Obras maestras

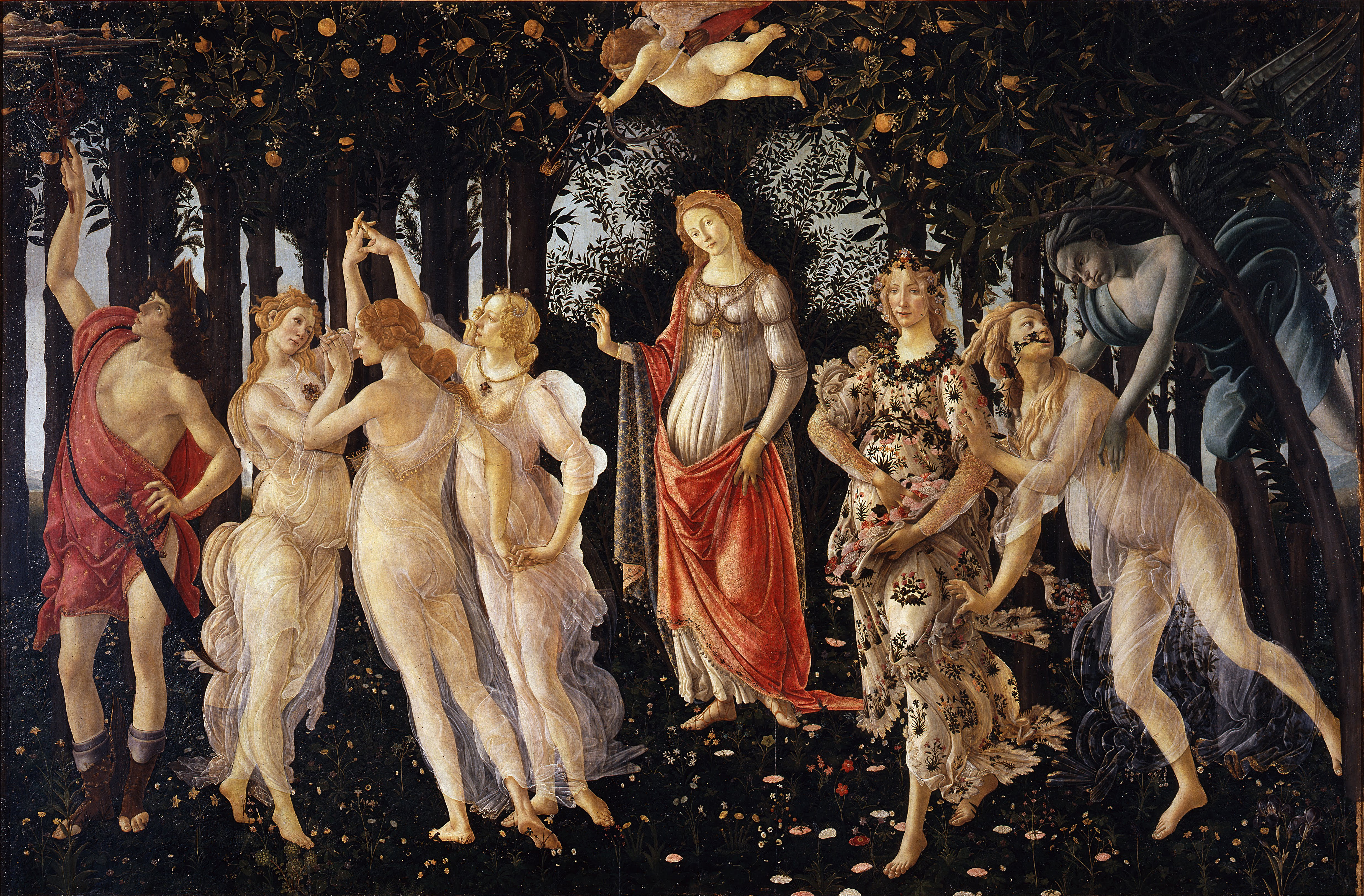
La primavera (1481-1482). Temple sobre tabla, 203 × 314 cm, Uffizi, Florencia: icono de la renovación primaveral del Renacimiento florentino.

El nacimiento de Venus (1484). Temple sobre lienzo, 172,5 × 278,5 cm, Uffizi, Florencia.

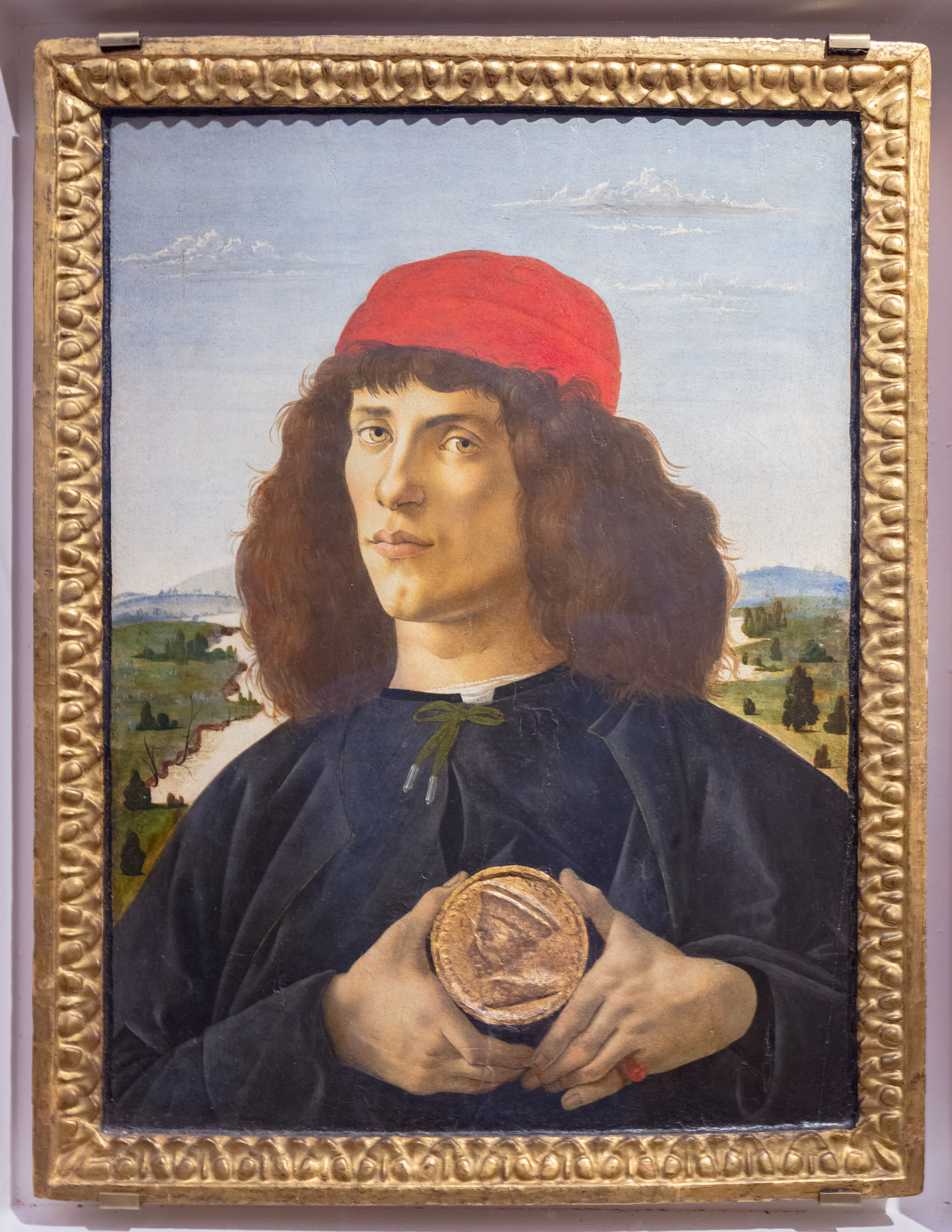
Retrato de hombre con la medalla de Cosme el Viejo (1475).

Basó los temas de sus cuadros alegóricos en el idealismo neoplatonismo de los Médici. Un ejemplo es La primavera, obra de madurez realizada hacia 1478 para la casa de Lorenzo di Pierfrancesco de Médici, discípulo de Poliziano y Marsilio Ficino, en la ciudad de Florencia. Tiene inspiración clásica. Pero los personajes presentan la reinterpretación propia del pensamiento renacentista. 
Unos de sus cuadros más famosos es El nacimiento de Venus (1484), de tema mitológico, que forma parte de la misma serie realizada para los Médici, junto con La primavera y Palas y el Centauro. En esta obra, Botticelli consigue poner fin al problema de cómo distribuir las figuras. Este problema se debe al concepto de hacer del cuadro un espejo de la realidad. Botticelli lo resuelve tomándose libertades con la Naturaleza, para dotar de belleza y armonía a la obra. Esto se aprecia en el tamaño antinatural del cuello de Venus, en la pronunciada caída de sus hombros y en el extraño modo en que cuelga su brazo izquierdo. Así pues, el arte de Botticelli alcanza la plenitud con El nacimiento de Venus.
La primavera y El nacimiento de Venus dieron a Botticelli prestigio como artista. Pero las obras más rentables fueron sus representaciones de la Virgen María. Obtuvo grandes riquezas gracias a su obra.

## Religión
A finales del siglo XV, el ambiente florentino cambió. La mejor personificación de este cambio en el ambiente de la época es Savonarola. Este predicador, que en una estancia anterior no había hecho mella en los florentinos, regresó a la ciudad en 1490, y esta vez sus tremendas predicaciones sobre el Juicio Final tuvieron éxito debido a una serie de circunstancias, como la pérdida de poder que sufrieron los Médici debido a las guerras franco-italianas, la expansión de la sífilis, llamado «mal francés», y el ambiente de milenarismo conforme se aproximaba el año 1500. Savonarola, partiendo de Florencia como Nueva Jerusalén, propugnaba lograr una humanidad sin pecado, que influyó en los pintores florentinos. Debido a sus ataques contra el paganismo, desapareció prácticamente el tema mitológico.
En 1492 murió Lorenzo de Médici el Magnífico. El rey Carlos VIII de Francia invadió Florencia en 1494, expulsando a Piero de Médici. Savonarola se hizo el líder de la ciudad, estableciendo una República que abominaba de todo aquello que representaban los Médici como los objetos de lujo y los cuadros pintados por Botticelli. Sandro era intensamente religioso. En estos últimos años de su vida su producción se caracteriza por la «inquietud». Giorgio Vasari afirma que Botticelli fue un piagnone ('llorón' o 'lloraduelos'), nombre con el que se designaba a los seguidores de Savonarola, y que por ello abandonó la pintura como vanidad terrenal. Hoy en día esta afirmación se pone en duda, considerando que no fue un verdadero seguidor de Savonarola, a diferencia de su hermano Simone, con quien vivía el pintor. Lo que sí puede afirmarse es que en las últimas obras de Botticelli se siente la influencia del clima de crisis política y religiosa. 

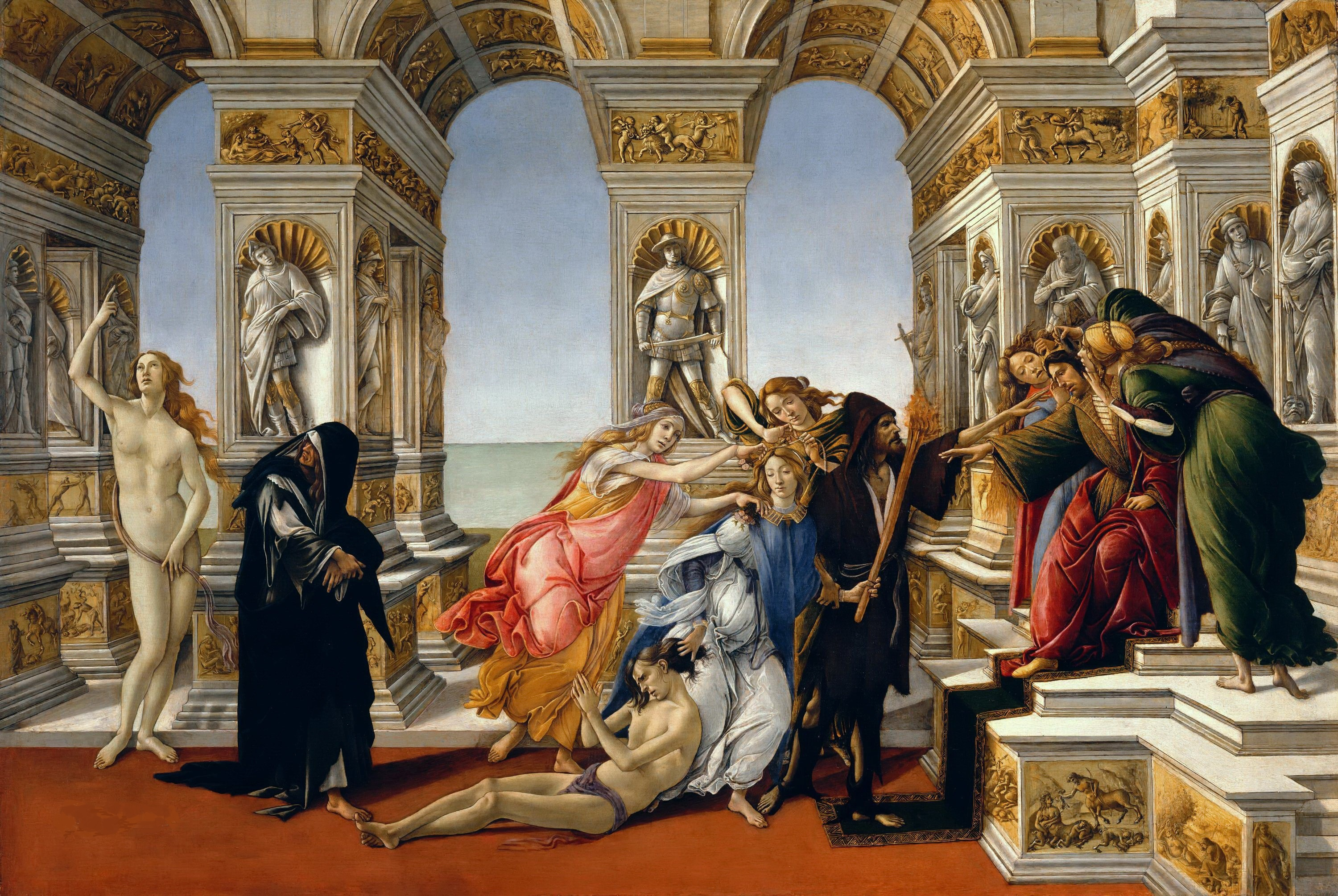
La calumnia de Apeles (1495). Pintura al temple sobre tabla,, Galería Uffizi, Florencia.

En plena época de la República se data su obra La calumnia de Apeles (1495), un cuadro alegórico extraído de Luciano en el De Calumnia y mencionado en el tratado de Alberti. Se ha relacionado la obra con predicaciones de Savonarola. No muestra una composición perteneciente al modelo clásico, ya que es más característica del pasado medieval. La calumnia de Apeles muestra la crisis presente en la República de Savonarola. Esto provocó que cambiara su orientación en la que recreaba elementos del expresionismo gótico. Un ejemplo de ello es la Natividad mística. Esta obra es la única firmada y fechada por Botticelli. Menciona en la inscripción que se inspiró en el capítulo XI del Apocalipsis. También se muestra el cambio de estilo que experimentó en la Anunciación de Cestello (1489), obra encargada por Francesco Guardi. El 7 de febrero de 1497 Savonarola y sus seguidores llevaron a cabo la más célebre Hoguera de las vanidades (Falò delle vanità): reunieron objetos que representaban la relajación moral con el fin de hacerlos arder en la plaza de la Señoría. En esta hoguera ardieron unas cuantas obras de Botticelli. El 4 de mayo de ese mismo año, el ejército papal acabó con el dominio de Savonarola, quien murió el día 23 en la hoguera, entregado por gran parte de los ciudadanos de Florencia. Sin embargo, el ambiente intelectual había cambiado irremediablemente.
El biógrafo de Botticelli Ernst Steinman investigó el desarrollo psicológico del artista a través de sus numerosas Vírgenes. En la «profundización del entendimiento y expresión en la interpretación de la fisonomía de María», Steinman cree ver una prueba de la influencia de Savonarola sobre Botticelli. Esto significa que el biógrafo necesitaba alterar las fechas de una serie de Vírgenes para apoyar su teoría; específicamente, las data en fechas muy posteriores a las que tradicionalmente se consideran. Steinman se muestra en desacuerdo con la afirmación de Vasari de que Botticelli no produjo nada después de caer bajo la influencia de Savonarola. Cree que las Vírgenes espirituales y emocionales representadas por Sandro provienen directamente de las predicaciones del fraile dominico.
Vasari atribuye a Botticelli una pintura herética de carácter gnóstico por encargo de Matteo Palmieri en una capilla en San Pedro Mayor. Es un error de Vasari, pues dicha pintura, ahora parte de la Galería Nacional en Londres, es del artista Botticini,[cita requerida] un error del propio Vasari que confundió los nombres de dos pintores similares en apellido.

## Reconocimiento posterior
Botticelli se convirtió en el máximo intérprete del neoplatonismo de la época, con su fusión de temas cristianos y paganos y su elevación del esteticismo como un elemento trascendental en el arte. Para dar forma a esta nueva visión del mundo, Botticelli opta por la gracia; esto es, la elegancia intelectual y exquisita representación de los sentimientos. En estas obras la influencia del realismo gótico está atemperada por el estudio que Botticelli hace de la Antigüedad. Pero aunque pueda comprenderse desde el punto de vista pictórico, los temas en sí siguen siendo fascinantes por su ambigüedad. Los complejos significados de estas pinturas siguen recibiendo atención de los eruditos, centrándose principalmente en la poesía y la filosofía de los humanistas contemporáneos del artista. Las obras no ilustran un texto en particular; más bien, cada una de ellas se basa en varios textos para su significado. Su belleza es caracterizada por Vasari como ejemplificadora de la «gracia» y por John Ruskin como poseedora de ritmo lineal. Ruskin (1890) considera que Botticelli es un claro exponente del romanticismo cristiano. 
Es mencionado por Ugolino Verino (1503) en dos de sus poemas que tratan sobre los florentinos más ilustres. Aparte de Botticelli, también son mencionados Leonardo da Vinci, Filippino Lippi, Giotto y Antonio Pollaiuolo.
Fue olvidado durante tres siglos, o recordado como un artista de segunda categoría, por lo que apenas tuvo influencia. Sin embargo, a mediados del siglo XIX, su obra fue reconocida por los llamados prerrafaelitas. Comenzó a obtener gran aceptación y fue reconocido como artista excepcional; inferior a Leonardo en profundidad de sentimiento, pero no en intensidad de expresión. Algunos críticos del siglo XIX sintieron también gran admiración por el redescubierto Botticelli, como Walter Pater, que afirma que Botticelli «sobrepasó los límites de su generación al pintar como un visionario»,[cita requerida] Edward Burne-Jones o Bernard Berenson, entre otros.